# Makrakómi
Makrakómi (en grec moderne : Μακρακώμη) est un dème situé dans la périphérie de Grèce-Centrale en Grèce. Le dème actuel est issu de la fusion en 2011 entre les dèmes d'Ágios Geórgios Tymfristoú, de Makrakómi, de Sperchiáda et de Tymfristós.